# Васил Камбуков
Васил Камбуков (на гръцки: Βασίλειος Κομπόκης) е виден гъркоманин в Драмско, гръцки андартски деец от III ред, четник, деец на Гръцката въоръжена пропаганда в Македония от началото на XX век.

## Биография
Роден е около 1840 година в зъхненското село Криводол, тогава в Османската империя, днес Калитеа, Гърция. Син е на Атанаси Камбуков и заедно с брат си Прокопи Камбуков, след смъртта на баща им в 1892 година, създават един от първите гръцки революционни комитети в района. На 30 юли 1905 година Христо Манов напада и убива в село Криводол 65-годишния гъркоманин Васил Камбуков, председател на гръцкия комитет в Драмско.